# Katoria
Katoria fou un estat tributari protegit al prant de Gohelwar a l'agència de Kathiawar, presidència de Bombai. La superfície era d'uns 3 km² i estava format per un únic poble amb dos tributaris separats. Els ingressos estimats eren de 200 lliures i pagava un tribut de 19,6 al Gaikwar de Baroda o de 2,16 lliures al nawab de Junagarh. La població de Katoria estava a 10 km de Sihor i a 3 km de Songarh, tenint una població el 1872 de 394 habitants i el 1881 de 309.